# Gudrun Hausch
Gudrun Bettina Hausch (Tubinga, RFA, 23 de agosto de 1969) es una deportista alemana que compitió para la RFA en judo. Ganó dos medallas en el Campeonato Europeo de Judo en los años 1990 y 1991.
Participó en los Juegos Olímpicos de Barcelona 1992, donde finalizó decimoctava en la categoría de –56 kg.

## Palmarés internacional
| Representando a la RFA   |                        |                   |           |
| Campeonato Europeo       |                        |                   |           |
| Año                      | Lugar                  | Medalla           | Categoría |
| 1990                     | Fráncfort (RFA)        | Medalla de plata  | –56 kg    |
| Representando a Alemania |                        |                   |           |
| Campeonato Europeo       |                        |                   |           |
| Año                      | Lugar                  | Medalla           | Categoría |
| 1991                     | Praga (Checoslovaquia) | Medalla de bronce | –56 kg    |